# Свети Патапий (Бер)
„Свети Патапий“ (на гръцки: Άγιος Πατάπιος) е средновековна православна църква в южномакедонския град Бер (Верия), Егейска Македония, Гърция. Храмът е част от енория „Големи Свети Безсребреници“.

## История
Църквата е издигната в XV век върху развалините на раннохристиянски баптистерий от IV век и голяма базилика от V век. Първоначалният му план е трикорабна базилика с дървен покрив. В началото на XVI век църквата е разширена и от стария храм е запазено само светилището като нов диаконикон. В интериора са запазени стенописи от XV век в северната част на първоначалния храм и включват впечатляващи изображения на Света Богородица, Благовещение и Разпятие. Останалите стенописи са от началото на XVII век с изображения на Свети Йоан Кръстител и Свети Патапий с Богородица и Христос.